# Ed Koch
Edward Irving „Ed” Koch (ur. 12 grudnia 1924 w Nowym Jorku, zm. 1 lutego 2013 tamże) – amerykański polityk, prawnik, pisarz, komentator polityczny, krytyk filmowy, 105. burmistrz Nowego Jorku – od 1 stycznia 1978 do 31 grudnia 1989; w latach 1969–1977 zasiadał w Izbie Reprezentantów Stanów Zjednoczonych. Amerykanin pochodzenia żydowskiego; jego rodzice byli emigrantami z Polski.
Koch przez całe zawodowe życie należał do Partii Demokratycznej; określał się jako „zdroworozsądkowy liberał” (ang. liberal with sanity). W czasie pełnienia funkcji burmistrza Nowego Jorku przeprowadził reformę gospodarki mieszkaniowej. Swoje rządy rozpoczął od cięć wydatków publicznych, zmniejszenia podatków oraz radykalnych posunięć w sferze administracji miejskiej, zwalniając około 7 tys. urzędników. Było to działanie przywracające stabilizację budżetu po ekspansywnych rządach poprzedników – Abrahama Beame’a oraz Johna Lindsaya, którzy zwiększyli ponad miarę zadłużenie miasta. Jako kongresmen, a następnie jako burmistrz Nowego Jorku był gorącym zwolennikiem Izraela. W 1993 zachował się wbrew wytycznym swojej partii, popierając kandydaturę Rudy’ego Giulianiego na burmistrza Nowego Jorku. Podobnie postąpił w 2001, kiedy poparł innego republikanina na to stanowisko – Michaela Bloomberga, jak również w 2004, kiedy udzielił poparcia dla George’a W. Busha, który (z powodzeniem) starał się o reelekcję na stanowisko prezydenta Stanów Zjednoczonych.
Będąc powszechnie znaną osobą publiczną jeździł nowojorskim metrem oraz przystawał często na ulicy, pozdrawiając przechodniów sloganem „Co u mnie słychać?” (ang. How’m I doin’?). Jego życie prywatne było enigmatyczne. Nie miał dzieci, jak również nie potwierdzono publicznie jakichkolwiek związków uczuciowych, które łączyłyby go z druga osobą. Spekulacje na temat swojej orientacji seksualnej odrzucał, mówiąc, że to nie jest sprawa publiczna, ale jego własna. Po przejściu na emeryturę zadeklarował swój heteroseksualizm. Mimo że przez wiele lat podejrzewano go o bycie osobą homoseksualną, on sam nie cieszył się popularnością wśród nowojorskich gejów. Wielu z nich było krytycznie nastawionych do Kocha, szczególnie po jego biernym zachowaniu w 1981 roku, zaraz po wybuchu nowojorskiego kryzysu AIDS (objawiającego się nagłym wzrostem zachorowań na nową jednostkę chorobową). Dostrzegali oni jego bezczynność jako rezultat, jak to określili, „życia w szafie”.
Po przejściu na polityczną emeryturę prowadził audycję radiową (radio show) oraz udzielał się jako komentator polityczny. Często występował w telewizji, pełniąc m.in. funkcję sędziego w show telewizyjnym The People’s Court, w którym występował przez dwa sezony – od 1997 do 1999. Zmarł 1 lutego 2013 roku. Powodem była zastoinowa niewydolność serca.

## Działalność w Partii Demokratycznej
Należał do Partii Demokratycznej, jakkolwiek był określany mianem DINO (demokratą tylko z nazwy). Postulował radykalną zmianę polityki Demokratów – celem miała być walka z utratą wpływów tej partii przede wszystkim na południu Stanów Zjednoczonych, gdzie jak sam wskazywał partia ta jest postrzegana jako partia afroamerykańskich wyborców, podczas gdy biali Amerykanie głosują w przytłaczającej większości na Republikanów. Był zwolennikiem zwrócenia się Partii Demokratycznej w kierunku centrolewicowym, podczas gdy jak powiedział – partia ta „jest bądź wydaje się, że jest na pozycji radykalnie lewicowej”. Jednym z postulatów Kocha było odstąpienie Demokratów od popierania tzw. partial birth abortion (pol. aborcji przez częściowe urodzenie), zwanej także jako Intact dilation and extraction – procedury aborcyjnej stosowanej w zaawansowanej ciąży (powyżej 16 tygodnia).

## Okres urzędowania w Izbie Reprezentantów Stanów Zjednoczonych (1969−1977)

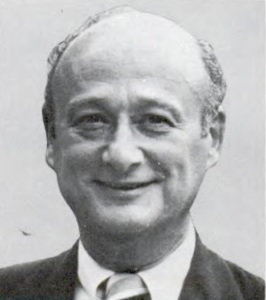
Od 1969 do 1977 roku Ed Koch był członkiem Izby Reprezentantów Stanów Zjednoczonych

Od 3 stycznia 1969 do 3 stycznia 1973 Koch był Członkiem Izby Reprezentantów wybranym z 17. dystryktu kongresowego Nowego Jorku, a następnie – po korekcie obszarów wyborczych – od 3 stycznia 1973 do 31 grudnia 1977 (kiedy złożył mandat członka kongresu w związku z wyborem na burmistrza Nowego Jorku) jako kongresmen reprezentował 18. dystrykt kongresowy Nowego Jorku.
Koch, jak sam stwierdził, rozpoczął swoją karierę polityczną będąc „zwykłym liberałem”, sprzeciwiając się wojnie w Wietnamie i maszerując w celu praw uznania pełni cywilnych dla Afroamerykanów. W kwietniu 1973 roku Koch ukuł powiedzenie Watergate Seven (pol. „Siódemka z Watergate”) w odpowiedzi na oświadczenie Lowella P. Weickera juniora, który, otrzymawszy informację o tym, że jedna z osób zamieszanych w aferę Watergate w styczniu 1972 dostała nakaz aby inwigilować pewnych senatorów i członków Izby Reprezentantów, umieścił na drzwiach do swojego gabinetu w Kongresie Stanów Zjednoczonych tabliczkę, na której znalazło się następujące ostrzeżenie: „Te pomieszczenia były pod obserwacją Siódemki z Watergate. Uważaj na siebie” (ang. These premises were surveilled by the Watergate Seven. Watch yourself. Watch yourself). Mniej więcej w tym samym czasie Koch zaczął skręcać w prawo stając się „zdroworozsądkowym liberałem”. Stało się to szczególnie widoczne po uzyskaniu przez niego informacji o próbie ówczesnego burmistrza Johna Lindsaya przesunięcia dużej inwestycji budowlanej, polegającej na wybudowaniu mieszkań dla 3 tys. osób, w środek osiedla zamieszkałego przez klasę średnią w dzielnicy Forest Hills w nowojorskim okręgu Queens. Kongresmen spotkał się z mieszkańcami lokalnej społeczności, z których większość była przeciwko propozycji burmistrza. Koch był przekonany o słuszności ich argumentacji i wypowiadał się przeciwko planom magistratu, szokując niektórych z jego liberalnych sprzymierzeńców.

## Okres pełnienia funkcji burmistrza Nowego Jorku (1978–1989)
Ed Koch pełnił funkcję burmistrza Nowego Jorku trzy kadencje – od 1 stycznia 1978 do 31 grudnia 1989. W tym czasie, dzięki zastosowaniu rygorystycznej polityki fiskalnej i ostrym cięciom budżetowym, udało mu się radykalnie zmniejszyć deficyt budżetowy metropolii. Nowy Jork odzyskał płynność finansową, ponadto w mieście ruszyły liczne inwestycje budowlane. Urząd pod jego kierownictwem dokonał przekształcenia mieszkań niskoczynszowych należących do miasta w mieszkania spółdzielcze oraz własnościowe. Gentryfikacja doprowadziła do zakładania przedsiębiorstw w zaniedbanych dotąd zakątkach przestrzeni miejskiej, ożywiając te miejsca i zwiększając poziom bezpieczeństwa. Jednocześnie trzy kadencje Kocha na stanowisku burmistrza naznaczyły tarcia na tle etnicznym, przypadki korupcji odnotowane wśród wielu jego politycznych sprzymierzeńców, epidemia AIDS oraz wysoki poziom bezdomności i przestępczości. Krytycy zarzucali mu, że ratusz zareagował na powyższe problemy zbyt późno, jak również w niewystarczającym zakresie.
Po latach (w 2011) do swoich największych sukcesów w czasie pełnienia funkcji prezydenta Nowego Jorku zaliczył przywrócenie ducha mieszkańcom Nowego Jorku, zbilansowanie budżetu miasta, stworzenie zadowalających warunków mieszkaniowych oraz wytrzymanie presji podczas 11-dniowego strajku pracowników miejskiej komunikacji publicznej.
W 1973 Koch po raz pierwszy ubiegał się o urząd burmistrza Nowego Jorku, ale otrzymał nikłe poparcie i odpadł z rywalizacji jeszcze przed prawyborami Partii Demokratycznej na to stanowisko.

### Wybory w 1977 roku i pierwsza kadencja

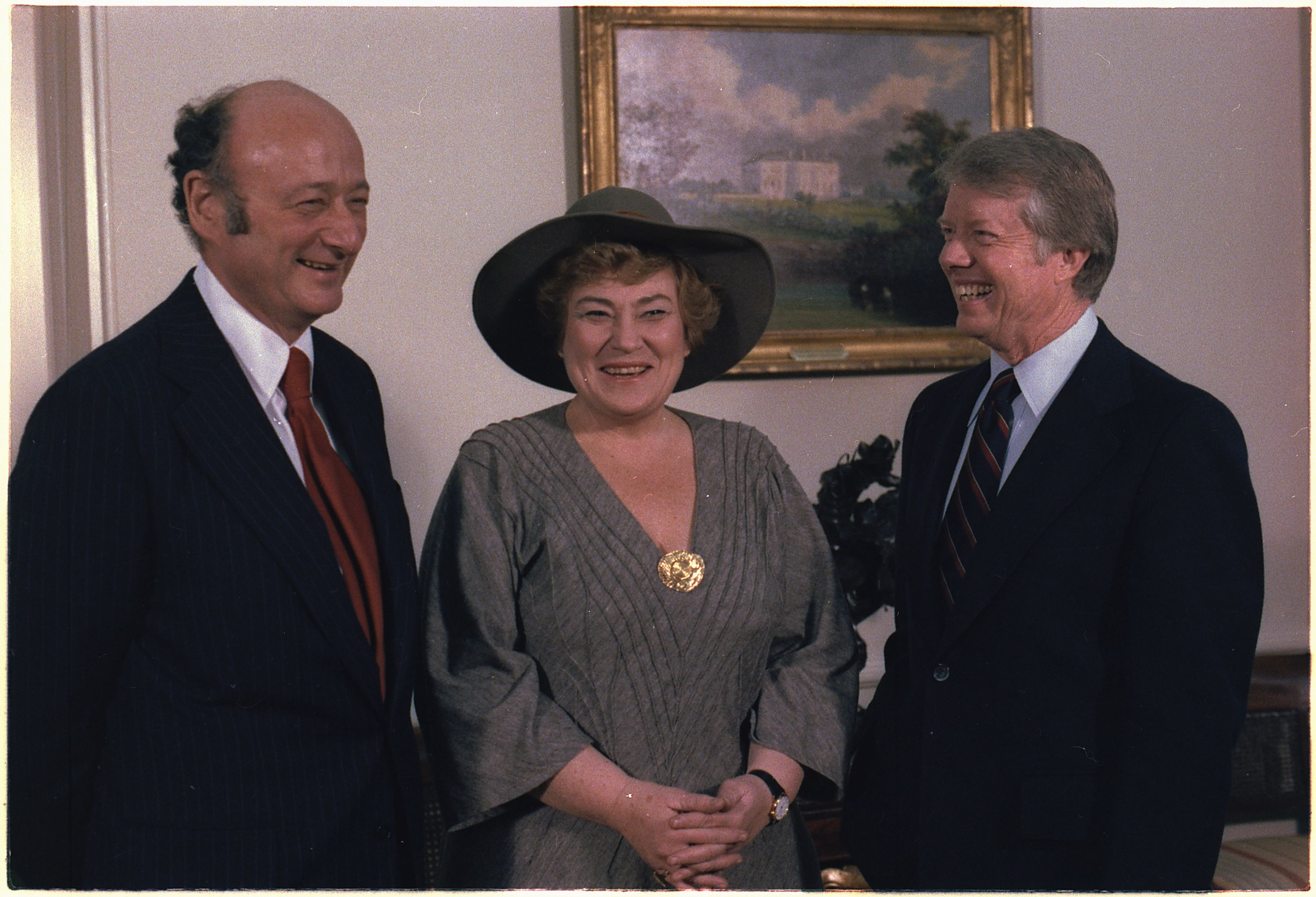
Koch na spotkaniu z amerykańskim prezydentem Jimmym Carterem, po raz pierwszy jako burmistrz Nowego Jorku, wspólnie z jego wieloletnią sojuszniczką i byłą konkurentką na ten urząd – członkinią amerykańskiego kongresu Bellą Abzug; luty 1978

W 1977 Koch brał udział w prawyborach Partii Demokratycznej na burmistrza Nowego Jorku. Jego przeciwnikami byli wówczas m.in. Abe Beame, Bella Abzug and Mario Cuomo. Kampania Kocha zrobiła wówczas zwrot na prawo. Mówił on dużo o poprawieniu bezpieczeństwa i porządku publicznego, hołdując zasadzie law and order. Według historyka Jonathana Mahlera rozległa awaria zasilania, która dotknęła Nowy Jork w lipcu 1977 oraz związane z nią zamieszki, pomogły wypromować Kocha i jego przesłanie przywrócenia bezpieczeństwa publicznego.
Podczas prawyborów w 1977, w których Ed Koch rywalizował z Mario Cuomo, na terenie miasta pojawiły się plakaty z hasłem: Vote for Cuomo, not the homo (pol. „Głosuj na Cuomo, nie na homo”). W odpowiedzi na pojawiające się od dłuższego czasu pogłoski jakoby Koch był homoseksualistą, udzielając wywiadu dla jednego z magazynów w 1982 roku powiedział: „Nie, nie jestem homoseksualny. Jeśli byłbym homoseksualny chciałbym mieć odwagę to powiedzieć. Jest w tym coś okrutnego, że zmuszacie mnie do powiedzenia, że nie jestem homoseksualistą. Oznacza to, że poniżacie homoseksualistów. Ja nie chcę tego robić”. Zapytany, czy kiedykolwiek miał doświadczenie homoseksualne, Koch odpowiedział, że nie chce mówić publicznie o swoim prywatnym życiu.

### Wybory w 1981 roku i druga kadencja
W 1981 Koch ubiegał się o reelekcję w wyborach na burmistrza Nowego Jorku. Startował, zdobywając poparcie zarówno Partii Demokratycznej, jak i Partii Republikańskiej. Wybory, zakończone w listopadzie, okazały się sukcesem. Koch, zdobywając 75% głosów, pokonał głównego konkurenta – kandydata Unity Party Franka J. Barbaro. Otrzymał wówczas 912 622 głosów, podczas gdy jego oponent zaledwie 162 719 głosów.
Koch często zbaczał z typowej, liberalnej linii, udzielając mocnego poparcia dla kary śmierci czy też prowadząc twardą politykę w kontekście spraw związanych „jakością życia”, takich jak danie policji większych uprawnień w przedmiocie kontaktów z bezdomnymi oraz promowanie (a następnie podpisanie) prawa zakazującego odtwarzanie muzyki w metrze i autobusach. Zajęcie tego typu stanowisk spotkało się z ostrą krytyką lokalnego oddziału American Civil Liberties Union, jak również wielu liderów afroamerykańskich, szczególnie wielebnego Ala Sharptona.
W 1984 Koch wydał swoje pierwsze wspomnienia (książka Burmistrz), które okazały się bestsellerem, a w przyszłości stanowiły kanwę dla off-broadwayowskiego musicalu Burmistrz.

#### Start w wyborach gubernatora stanu Nowy Jork w 1982 roku
Czy kiedykolwiek żyłeś na przedmieściach? Ja nie, ale rozmawiałem z ludźmi którzy żyli i to jest bezowocne. To nic nie znaczy. To strata twojego życia. – Ed Koch, wywiad dla miesięcznika Playboy, kwiecień 1982.

W międzyczasie, w 1982 roku, Koch bezskutecznie ubiegał się o fotel gubernatora stanu Nowy Jork, przegrywając prawybory Partii Demokratycznej z Mario Cuomo, który pełnił wówczas funkcję zastępcy gubernatora (ang. lieutenant governor). Wielu wskazywało, że decydującym czynnikiem w porażce Kocha był wywiad jakiego udzielił magazynowi Playboy (ukazał się w wydaniu z kwietnia 1982), w którym opisał życie zarówno przedmieść, jak i północnej części Nowego Jorku jako „bezowocne” (ang. sterile) oraz ubolewał nad koniecznością rezydowania jako gubernator w „małym miasteczku” Albany. Co więcej, dodał, że mieszkanie w Albany jest „losem gorszym niż smierć”. Życie na obrzeżach według Kocha wiązało się ze „stratą czasu w pick-upie, kiedy musisz jechać 20 mil, aby kupić sukienkę w kratkę lub garnitur Sears’a”. Określił je mianem wiejskiego, po czym spuentował: „Powiem wam: to głupie”. Po czasie oceniano, że jego uwagi spowodowały, że skutecznie zniechęcił do siebie wyborców spoza Nowego Jorku, co było bezpośrednią przyczyną jego porażki w wyborach.

### Wybory w 1985 roku i trzecia kadencja
W 1985 Koch po raz drugi ubiegał się o reelekcję na stanowisko burmistrza Nowego Jorku. Był popierany przez Demokratów oraz członków Independence Party of New York. Pokonał wówczas przygniatającą liczbą głosów (78%) Carol Bellamy (popieraną przez Liberal Party of New York) oraz kandydatkę Republikanów Diane McGrath. Podczas kampanii Koch odwiedził przywódcę ruchu chasydzkiego Chabad-Lubavitch Rebe Menachema Mendela Schneersona, zabiegając o jego poparcie oraz błogosławieństwo.
W 1986 podpisał rozporządzenie miejskie dotyczące praw dla gejów i lesbijek (ang. New York City Gay Rights Law), po tym jak rada miejska uchwaliła ostatecznie wyżej wymienione prawa (20 marca) po kilku wcześniejszych, nieudanych próbach zatwierdzenia takiej legislacji. We wrześniu 1986 podczas uroczystości nadał imię ks. Jerzego Popiełuszki jednemu z placów w Nowym Jorku.
Pomimo jego ogólnej stanowczej postawy wspierającej prawa gejów i lesbijek, poparł decyzję Departamentu Zdrowia Nowego Jorku (New York City Health Department) w przedmiocie zamknięcia łaźni dla gejów w 1985, której działalność wiązano w sposób bezpośredni z rozprzestrzenianiem się epidemii AIDS. Próba wprowadzenie w życie w kolejnym roku wyżej wymienionego lokalnego rozporządzenia postawiła władze miejskie przed poważnym dylematem. W mieście znajdowało się bowiem wiele seks klubów dla heteroseksualistów (w tym słynny Plato's Retreat) i zamykając w tym samym czasie jedynie łaźnię dla gejów (zakładając, że w tym samym czasie sex cluby pozostawałyby czynne) władze miejskie narażałyby się na złamanie niedawno wprowadzonego prawa antydyskryminacyjnego. W świetle powyższego Departament Zdrowia, za aprobatą Kocha, zareagował w ten sposób, iż nakazał zamknięcie wszystkich sex clubów, nie czyniąc wyjątku dla Plato’s Retreat.
Koch wielokrotnie demonstrował swoją żarliwą miłość do Nowego Jorku, przy czym – według postronnych obserwatorów – posuwał się czasem do ekstremalnych granic. W 1984 głośnym echem odbił się jego sprzeciw wobec utworzenia drugiej strefy numeracyjnej dla miasta – uzasadnieniem odmowy było to, iż – jak twierdził – wprowadzenie dwóch stref podzieliłoby mieszkańców miasta. Po zwycięstwie New York Giants w XXI finale Super Bowl (NFL) w styczniu 1987, odmówił udzielenia pozwolenia na zorganizowanie w centrum miasta tradycyjnej parady zwycięskiego zespołu, rzucając słynne: If they want a parade, let them parade in front of the oil drums in Moonachie (pol. „Jeśli chcą parady, pozwólmy im paradować naprzeciw beczek z ropą na Moonachie”). Chodziło o to, że zespół ten rozgrywał swoje mecze w New Jersey, a nie w Nowym Jorku – wspomniane przez Kocha Moonachie jest miejscowością w New Jersey, bezpośrednio sąsiadującą z East Rutherford, w którym znajduje się Meadowlands Sports Complex, w skład którego wchodził wówczas Giants Stadium (obecnie MetLife Stadium) – stadion New York Giants.

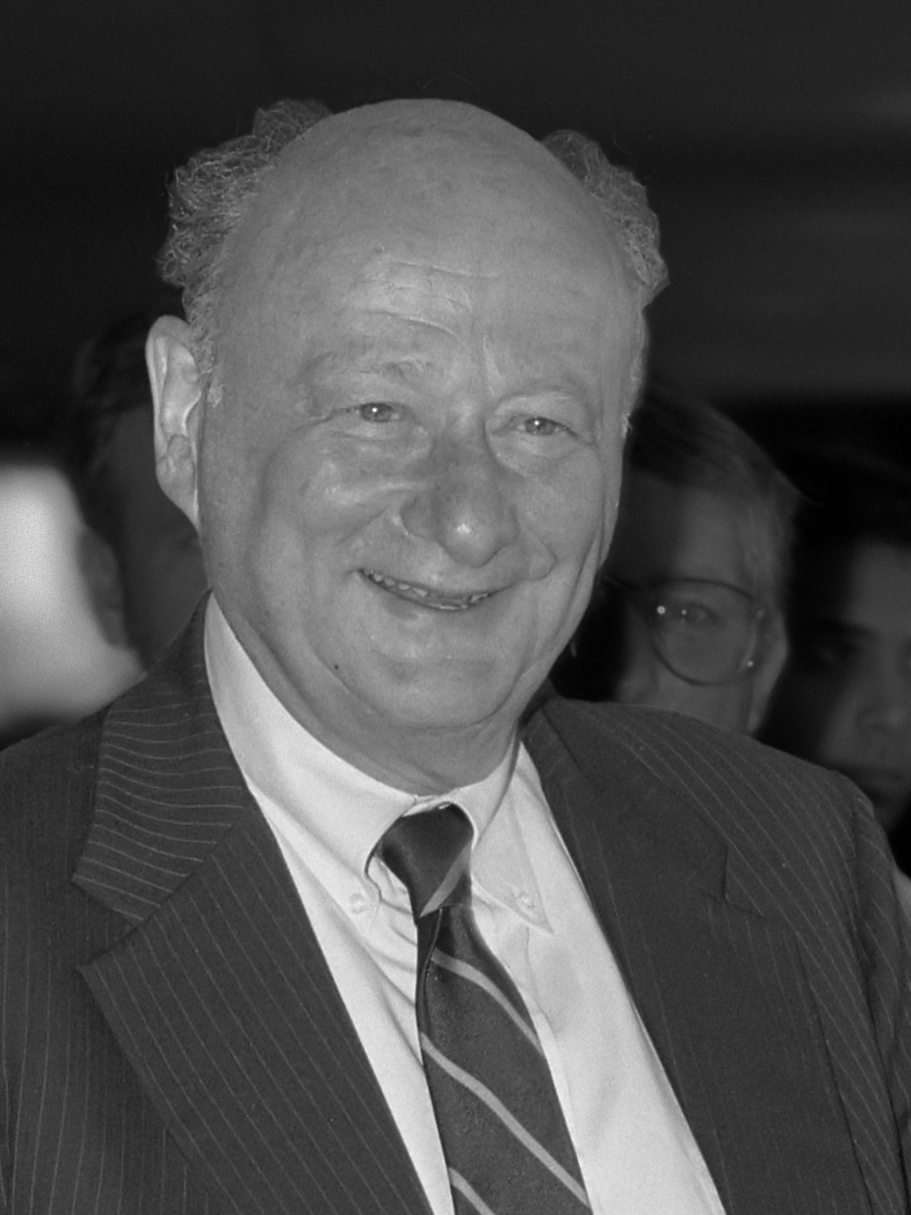
Edward Koch (1988)

Podczas trzeciej kadencji popularność Kocha została poddana poważnej próbie po serii skandali korupcyjnych, zapoczątkowanych samobójstwem burmistrza Queens Donalda Manesa i tzw. skandalem PVB. Wskazywano, że Koch objął stanowisko burmistrza dzięki poparciu skorumpowanych politycznych sojuszników, w tym burmistrza nowojorskiego okręgu Queens Manesa, wysokiego urzędnika Partii Demokratycznej Stanleya Friedmana oraz bosa Demokratów z Brooklynu Meade Esposito, m.in. po to, aby obsadzić pulę stanowisk wskazanymi przez nich ludźmi. Wielu urzędników obsadzonych przez Kocha, przy współudziale politycznych sojuszników, było następnie kojarzonych z łapownictwem, wyłudzeniami i innymi formami nadużycia władzy. Dotyczyło to m.in. Komisarza Departamentu Transportu (ang.Department of Transportation Commissioner) Tonyego Ameruso oraz urzędnika Parking Violations Bureau (pol. Biura do Spraw Naruszania Zasad Parkingowych) Geoffreya Lindenauera. Inna wysoka rangą urzędniczka i przyjaciółka Kocha, Komisarz do Spraw Kultury Bess Myerson, została obwiniona i ostatecznie postawiona w stan oskarżenia za odbywanie prywatnych spotkań z sędzią celem przeprowadzenia sprawy rozwodowej na korzyść jej kochanka, powiązanego z mafią. Pomimo iż Koch nie usłyszał żadnych zarzutów w przedmiocie uzyskania jakichkolwiek korzyści związanych ze sprawami korupcyjnymi, fala skandali podkopała wiarę w jego wcześniejsze zapowiedzi, w których dawał do zrozumienia, że zarządzanie miastem będzie wolne od klientelizmu i jakiejkolwiek korupcji politycznej, a oparte na uczciwych zasadach administracji samorządowej.
Niedługo potem, w 1987 roku, podczas pełnienia obowiązków Koch przeszedł wylew, co jednak nie przeszkodziło mu w kontynuowaniu pracy.
Zachowanie Kocha wzbudziło kontrowersje podczas kampanii prezydenckiej w 1988, kiedy publicznie skrytykował kandydata Demokratów Jesse Jacksona, który zaskoczył wielu politycznych komentatorów wygrywając ważne prawybory w marcu w tym samym roku, niewiele ustępując głównemu kandydatowi tej partii – gubernatorowi stanu Massachusetts Michaelowi Dukakisowi. W kwietniu, gdy zbliżały się prawybory w Nowym Jorku, Koch zwrócił uwagę wyborców na antysemityzm Jacksona i powiedział, że Żydzi byliby szaleni oddając na niego głos. W tym samym czasie Koch poparł senatora z Tennessee Ala Gore’a, który wypadł całkiem dobrze na rodzinnym południu, ale nie zdobył nawet 20 procent głosów w Nowym Jorku. Podczas gdy wymierzona w Jacksona retoryka Kocha zaczęła się zaostrzać, wydawało się nawet, że Gore zaczął unikać burmistrza Nowego Jorku. W dniu prawyborów zajął on ostatecznie słabe, trzecie miejsce, zdobywając 10 procent głosów, co ostatecznie wyeliminowało go z wyścigu o zdobycie nominacji Partii Demokratycznej w wyborach prezydenckich. Jesse Jackson uplasował się na drugim miejscu, z 10 procentową stratą do Dukakisa, który z kolei po zwycięstwie w nowojorskich prawyborach był już pewny nominacji Demokratów w wyścigu do Białego Domu.
Plany Edwarda Kocha, związane z objęciem po raz trzeci stanowiska burmistrza Nowego Jorku, były ambitne. Zamierzał poprawić funkcjonowanie edukacji publicznej, ograniczyć wypłatę świadczeń społecznych, jak również przygotował 10-letni, opiewający na 5,1 mld USD, plan walki z bezdomnością oraz brakiem mieszkań – miał on być urzeczywistniony za pomocą wybudowania oraz przystosowania do zamieszkania tysięcy mieszkań. Miejski plan mieszkaniowy był realizowany za pośrednictwem dziesiątek programów finansowanych przez miasto i zakończył się zauważalnym, znaczącym i długotrwałym sukcesem. Jego wykonywanie rozpoczęło się od zainicjowania przez stołecznych urzędników akcji związanej z udostępnieniem 10 tysięcy nieruchomości opuszczonych przez właścicieli lub zajętych przez miasto w związku z zaległościami podatkowymi. Do końca kadencji Kocha udostępniono 3 tysiące mieszkań, wykorzystując w tym celu pustostany, 13 tysięcy mieszkań było w trakcie budowy, a w przypadku kolejnych 20 tysięcy mieszkań trwały prace projektowe. Działalność Kocha zainicjowała długotrwały proces – w ciągu kolejnych 15 lat, w czasie rezydowania czterech kolejnych administracji miejskich, udało się wybudować lub przystosować do zamieszkania 200 tysięcy kolejnych mieszkań, liczba pustostanów gwałtownie spadła, a początkowa liczba 10 tysięcy opuszczonych budynków została zredukowana do poniżej 800.
W ostatnich latach urzędowania Kocha na stanowisku burmistrza jego ambitne, realizowane z rozmachem programy kryły się jednak w cieniu licznych skandali. Podczas gdy on sam sprawiał wrażenie przymykającego oczy na pewne poczynania swoich podwładnych, prokuratorzy ustalili, że tysiące urzędników miejskich, w tym pracownicy parkingów, inspektorzy kanalizacyjni, elektryczni i mieszkaniowi, brało łapówki. Posypała się lawina oskarżeń i wyroków skazujących. W tym samym czasie problemy, z jakimi musieli zmierzyć się urzędnicy zarządzający miastem, uległy pomnożeniu: ocenia się, że w schroniskach, przestrzeniach metra i na ulicach Nowego Jorku przebywało 50 tysięcy bezdomnych. Miasto nawiedziła ponadto fala przemocy, związana w dużej mierze z handlem narkotykami i porachunkami lokalnych gangów. Co więcej, rosło oburzenie licznych mniejszości napływających do stolicy z całego świata w poszukiwaniu lepszego życia – wynikało ono m.in. z brutalności policji, starającej się w ten sposób przywrócić porządek publiczny.

### Start w wyborach burmistrza Nowego Jorku w 1989 roku
W 1989, startując w wyborach na burmistrza Nowego Jorku, Koch bezskutecznie ubiegał się o czwartą kadencję. Przegrał jednakże z Davidem Dinkinsem prawybory Partii Demokratycznej na to stanowisko. Dinkins w ostatecznym głosowaniu pokonał Rudy’ego Giulianiego i został pierwszym czarnoskórym burmistrzem Nowego Jorku. Krytyczne uwagi Kocha w czasie wyborów prezydenckich w 1988, które adresował do Jesse Jacksona, zraziły wielu afroamerykanów, co później cytowano jako główną przyczynę porażki Kocha w czasie ubiegania się o kolejną reelekcję.

## Działalność po zakończeniu pełnienia funkcji burmistrza Nowego Jorku

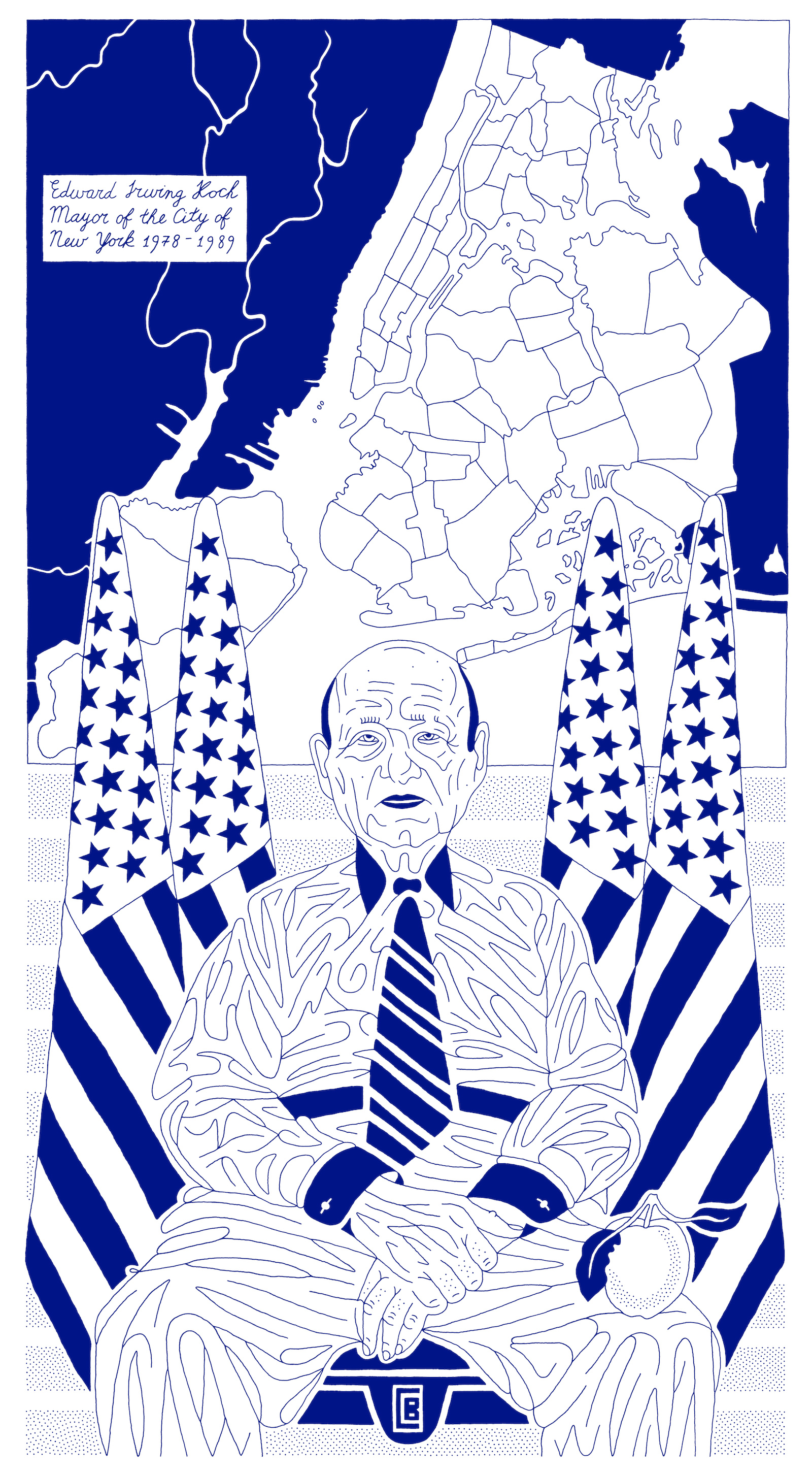
„Koch – Burmistrz Miasta Nowego Jorku”, 2011, atrament na papierze, 50 × 27 cali, Dmitrij Giennadijewicz Borszcz

Po opuszczeniu urzędu burmistrza Nowego Jorku Koch został partnerem w kancelarii prawnej Robinson, Silverman, Pearce, Aronsohn, and Berman LLP (obecnie Bryan Cave LLP) oraz komentatorem politycznym, jak również recenzentem filmów i restauracji. Swoje oceny prezentował na łamach gazet, jak również w programach radiowych i telewizyjnych. Jednocześnie objął stanowisko adjunct professora na New York University (NYU) oraz odgrywał rolę sędziego w The People’s Court – amerykańskim programie telewizyjnym typu court show (w latach 1997–1999), po tym jak sędzia Joseph Wapner przeszedł na emeryturę i nie mógł już występować w programie w związku z wiekiem. W 1999 był profesorem wizytującym w Brandeis University. Koch regularnie pojawiał się na mównicy, brał udział w trasach wykładowych, jak również prowadził wysoko oceniany talk show w nowojorskiej stacji radiowej WABC oraz The Mayor at the Movies – program telewizyjny w Internecie, w którym zajmował się ocenianiem filmów.
Wspólnie z siostrą, Pat Koch Thaler, napisał motywacyjną książkę dla dzieci Eddie Shapes Up, z ilustracjami Jonathana Hoefera, wydaną we wrześniu 2011 roku przez Zagat Survey. Przedmowę do tej pozycji skomponował prezydent Stanów Zjednoczonych Bill Clinton. Książka ukazuje młodym czytelnikom dzieciństwo Eddiego – chłopca z nadwagą, złymi nawykami żywieniowymi i awersją do aktywności fizycznej. Powoduje to, że czuje się on słaby, jest nieśmiały, co prowadzi do znęcania się nad nim przez rówieśników. Zachęcony przez członków rodziny i przyjaciół Eddie zaczyna dokonywać drobnych zmian w swoim życiu – ogranicza jedzenie słodyczy, chipsów, zaczyna spożywać więcej warzyw i owoców oraz wspólnie z przyjaciółmi uczestniczyć w ćwiczeniach fizycznych. To zmienia jego życie na lepsze.

## Stanowiska polityczne
Podczas kampanii w wyborach prezydenckich w 2008 roku Koch początkowo udzielił poparcia Hillary Clinton, następnie zaś poparł kandydata Demokratów Baracka Obamę. Popierając jego kandydaturę napisał, że uważa, iż (w przeciwieństwie do 2004 r.) obaj kandydaci zrobią wszystko, co w ich mocy, aby chronić zarówno Stany Zjednoczone, jak i Izrael przed atakami terrorystycznymi, ale poinformował, że zgadza się z polityką wewnętrzną Obamy znacznie bardziej oraz dał do zrozumienia, że poglądy Sarah Palin, wiceprzewodniczącej Republikanów kandydującej na prezydenta, „przeraziłaby go”. W 2010 roku odwołał swoje poparcie dla Obamy, mówiąc, że może on w znaczący sposób zaszkodzić stosunkom amerykańsko-izraelskim.

## Życie prywatne i rodzina
Przez całe życie był kawalerem. Nie miał dzieci. W chwili śmierci żyła jego siostra – Pat Koch Thaler, była prodziekan na New York University’s School of Continuing and Professional Studies. Brat Eda, Harold, zmarł w 1995.
W 1989 roku Koch udzielał wywiadu dotyczącego książki, której był współautorem (napisał ją wspólnie z kardynałem Johnem Josephem O’Connorem). Kiedy udzielający wywiadu poprosił go, aby sprecyzował swoje poglądy dotyczące homoseksualizmu, odpowiedział: „Żywię przekonanie, że nie ma nic złego w homoseksualizmie. Nie ma znaczenia jakim Bóg cię stworzył. Tak się składa, że ja jestem heteroseksualny”.

## Śmierć
Ed Koch zmarł w nocy 1 lutego (około godziny 2:00) w nowojorskim NewYork–Presbyterian Hospital. Bezpośrednim powodem śmierci była zastoinowa niewydolność serca.